# Ридольфи, Никколо (кардинал)
Никколо Ридольфи (итал. Niccolò Ridolfi; 16 июля 1501, Флоренция, Флорентийская республика — 31 января 1550, Рим, Папская область) — итальянский кардинал. Архиепископ Флоренции с 11 января 1524 по 11 октября 1532 и с 8 января 1543 по 25 мая 1548. Кардинал-дьякон с 1 июля 1517, с титулом Санти-Вито-Модесто-э-Крешенция с 6 июля 1517 по 19 января 1534. Кардинал-дьякон с титулом Санта-Мария-ин-Козмедин с 19 января 1534 по 31 мая 1540. Кардинал-дьякон с титулом Санта-Мария-ин-Виа-Лата с 31 мая 1540 по 31 января 1550. Кардинал-протодьякон с 31 мая 1540 по 31 января 1550.

## Биография
Был одним из семи детей Пьеро Ридольфи и графини Антонии Контессины Ромолы Медичи. Внук Клариче Орсини, супруги Лоренцо Медичи, матери римского папы Льва X.
В 1514—1516 годах был правителем Сполето, а также апостольским протонотарием. 1 июля 1517 года был возведён в сан кардинала папой Львом X с титулом церкви Санти Вито и Модесто в Риме. 24 августа 1520 года стал апостольским администратором епархии Орвието, с этой должности 3 августа 1529 года ушёл в отставку.
За время своей церковной карьеры несколько раз служил апостольским администратором других епархий, Форли (1526—1528), Имолы (1533—1546) и Салерно (1533—1548). Участвовал в конклавах 1521—1522 и 1523 годов .
Папа Климент VII назначил его архиепископом Флоренции 11 января 1524 года. Занимал эту должность до 11 октября 1532 года. В 1543 году он снова стал архиепископством Флоренции (до 1548).
Умер от инсульта во время конклава. Похоронен в церкви Сант-Агостино в Риме.